# Lijst van kastelen in Frankrijk
Een kasteel of burcht wordt in het Frans château genoemd. Onderscheid tussen verdedigingswerken en statusobjecten wordt daarin niet gemaakt. Ook wijnhuizen en grote woonhuizen kunnen zich een château noemen. Deze zullen alleen in de lijst genoemd worden als het château oorspronkelijk een verdedigings- of statusobject is geweest.
Hieronder volgt een lijst van kastelen in Frankrijk ingedeeld per regio. De lijst bevat ongeveer 510 châteaux en fortificaties.

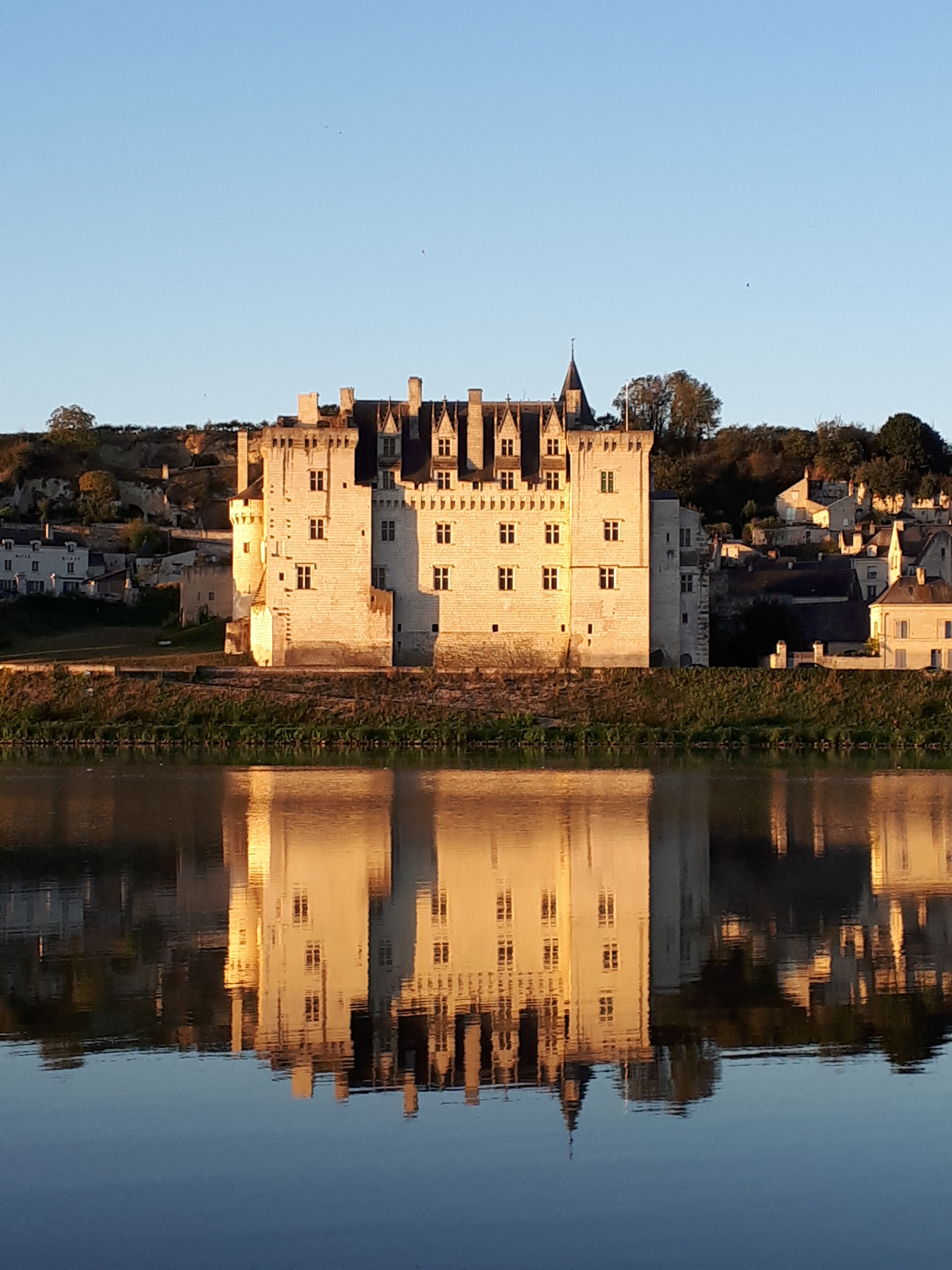
Het Kasteel van Montsoreau is het enige kasteel in de Loire gebouwd in de bedding van de Loire

## Symbolen
|  | Château |
|  | Ruïne   |

## Auvergne-Rhône-Alpes
Departementen: Allier (03) - Puy-de-Dôme (63) - Cantal (15) - Haute-Loire (43) - Ain (01) - Ardèche (07) - Drôme (26) - Isère (38) - Loire (42)- Rhône (69) - Savoie (73) - Haute-Savoie (74)
- Ain: Château des Allymes - Château de Varey -
- Allier: Kasteel van Billy - Kasteel van Bourbon l'Archambault  - Château Busset  - Donjon d'Huriel  - Kasteel van La Palice  - Château Le Riau  - Château de Chappes - Kasteel van Montgilbert  - Saint-Genest - Château de la Cour - Les Guichardots - Château des Granges - Château de La Chaise - Château d'Ygrande  - Kasteel van la Mothe  Chateau des Mussets
- Cantal: Kasteel van Anjony - Kasteel van Alleuze  - Château de Lanobre - Sailhans - château de saint-Chamant - Kasteel van Pesteils - Kasteel van Auzers - Kasteel van Couffour - Aurouze
- Drôme: Château des Adhémar - Château de Grignan - Château de Rochefort en Valdaine -
- Haute-Loire: Kasteel van Chavaniac - Domeyrat - Château des évêques du Puy - Château de Polignac - Saint-Romain-Lachalm - Saint-Victor-Malescours - Château du Besset
- Haute-Savoie: Château de Ripaille
- Isère: Château du Touvet
- Loire: Kasteel van La Bastie d'Urfé
- Puy-de-Dôme: Château d'Aulteribe - Château de Barante - Kasteel van Busséol - Château-Rocher Château de Chazeron - Château de Cordès - Château d'Effiat  - Montredon - Château de Murol - Château de Randan - Château de Ravel - Château de Tournoël - Manoir de Veygoux - Château de Mauzun - Château de Villemont  - Château des Raynauds - Château de Barante - Château de Cordès  - Château de Palordi - Château du Bas-Chareil
- Savoie: Château des Ducs de Savoie -

## Bourgogne-Franche-Comté
Departementen: Yonne (89) - Côte-d'Or (21) - Saône-et-Loire (71) - Nièvre (58) - Haute-Saône (70) - Doubs (25) - Jura (39) - Territoire de Belfort (90)
- Yonne: Château de Guédelon  - Château de Saint-Fargeau  - Château de Druyes-les-belles-fontaines / - Château de Nuits  - Château de Ratilly  - Château de Tanlay  - Kasteel van Ancy-le-Franc  - Château de Plessis Saint Jean  - Château de Joux
- Côte-d'Or: Kasteel van Bussy-Rabutin  - Château de Châteauneuf  - Château du Clos Vougeot  - Château de Commarin  - Château d'Eguilly  - Château d'Epoisses  - Château de Longecourt  - Kasteel van Montfort  - Châteauneuf en Auxois  - Château de la Rochepot
- Saône-et-Loire: Kasteel van Berzé  - Château de Brancion  - Château La Clayette  - Château de Cormatin  - Château de Couches  - Château de Demigny  - Château de Digoine  - Château de Drée  - Château de Germolles  - Château de Pierre de Bresse  - Château Pierreclos  - Château de Leynes  - Kasteel van Montcony  - Château de Rully  - Château de la Verrerie
- Nièvre: Château d'Arthel  - Kasteel van Bazoches  - Château de Besne - Château de Chatillon  - Kasteel van Chevenon - Château de Chitry - Château de Giry - Château des Granges - Kasteel van Lantilly  - Château de la Motte-Josserand  - Château de Mousseau - Château de la Montagne - Palais ducal de Nevers - Château de Villemenant  - Kasteel van Villemolin
- Haute-Saône: Château de Granges-le-Bourg  - Kasteel van Villersexel
- Doubs: Château de Baume - Citadel van Besançon  - Château des duc de Wurtemberg
- Jura: Château d'Andelot
- Territoire de Belfort: Citadel van Belfort
- Nog te verifiëren: Château de Faulon

## Bretagne
Departementen: Finistère (29) - Côtes-d'Armor (22) - Ille-et-Vilaine (35) - Morbihan (56)
- Finistère: Château de Brest - Château de Kerjean  - Château de Keroual  - Château de Maillé  - Château de Châteauneuf-du-Faou - Château de la Roche-Moysan - Kasteel van Trémazan  - Château de Châteaulin - Ville close de Concarneau  - Château de Joyeuse-Garde  - Château de Pont-L'Abbé  - Château Josselin  - Château des Rohan  - Château du Taureau  - Kasteel van Trévarez
- Côtes-d'Armor: Château de Beaumanoir  - Château de la Roche Jagu  - Château de la Touche Trébry  - Château de Tonquedec  - Le Fort La Latte  - Château de Guingamp  - Château de la Hunaudaye  - Château de Montafilant  - Kasteel van Quintin  - Château de Rosambo
- Ille-et-Vilaine: Château de Fougères  - Château de la Bourbansais  - Château de Montmuran  - Château de Vitré  - Château ducal de Saint-Malo  - Fort du Petit Bé (Saint-Malo)  - Malouinière du Bos  - Kasteel van Bonnefontaine  - Fort-la-Latte  - Château de Fougères  - Château de Vitré
- Morbihan: Kasteel van Josselin  - Suscinio  - Citadelle de Port Louis  - Citadelle Vauban de Belle-Ile  - Domaine de Kerguéhennec  - Forteresse de Largoët  - Chateau de Pontivy

## Centre-Val de Loire
Departementen: Indre-et-Loire (37) - Loir-et-Cher (41) - Indre (36) - Cher (18) - Loiret (45) - Eure-et-Loir (28)
- Cher: Kasteel van Ainay-le-Vieil - Château de Beaujeu - Château de Culan  - Château de Mehun-sur-Yèvre  - Neuvy-Deux-Clochers  - Château de Lagrange-Montalivet - Château de Montrond - Château de la Verrerie  -
- Eure-et-Loir: Château de Baronville  - Kasteel van Châteaudun  - Kasteel van Esclimont  - Nogent-le-Rotrou  - Château du Puiset  - Château d'Anet
- Indre: Kasteel van Bouges  - Kasteel van Sarzay  - Château Valençay
- Indre et Loire: Kasteel van Amboise  - Kasteel van Azay-le-Rideau - Château de l'Aubrière - Kasteel van Beaulieu - Kasteel van La Bourdaisière - Château de Brou  - Kasteel van Chenonceau - Château Clos Lucé  - Château de Gizeux - Château Jallanges  - Kasteel van Langeais - Kasteel van Loches - Kasteel van Le Lude  - Kasteel van Luynes - Château Manoir de Restigné - Château Montbazon  - Château Montgeoffroy  - Kasteel Montpoupon  - Château (Montrésor)  - Château le Plessis-les-tours  - Les Réaux - Château de Reignac - Kasteel van Rochecotte - Château le Rivau - Kasteel van Tours  - Kasteel van Ussé - Kasteel van Villandry
- Loir et Cher: Kasteel van Blois - Kasteel van Chambord - Kasteel van Chaumont-sur-Loire  - Château Chémery  - Kasteel van Cheverny - Château de Chissay - Château de Fougères sur Bièvre  - Château du Gué-Péan  - Kasteel van Lavardin - Château de Ménars  -Château Montrichard - Château Le Moulin - Château Saint-Aignan-sur-Cher  - Château de Selles-sur-Cher  - Château Talcy  - Kasteel van Troussay  - Château Villesavin
- Loiret: Château Chamerolles  - Château Montliard  - Château Gien  - Château Meung-sur-Loire
- Nog te verifiëren: Kasteel van Angers  - Kasteel van Baugé - Château Beaugency  - Château Beauregard  - Kasteel van Boumois - Châteauneuf-sur-loire - Kasteel van Chinon  - Château Deviniere - Château Germiny-des-Pres  - Château Montigny-le-Gannelon - Château Orléans - Château la Possonniere - Château Prieure-saint-Come - Château Saint-Benoit-sur-Loire - Château Saint-Brisson  - Kasteel van Sully-sur-Loire

Zie ook: kastelen van de Loire

## Corsica
Departementen: Haute-Corse - Corse-du-Sud
Citadelle de Bonifacio  - Citadelle de Calvi  - Citadelle de Corte  - Citadelle Saint Florent  - Château de Tuda

## Grand Est
Departementen: Ardennes (08) - Aube (10) - Marne (51) - Haute-Marne (52) - Meurthe-et-Moselle (54) - Meuse (55) - Moselle (57) - Bas-Rhin (67) - Haut-Rhin (68) - Vosges (88)
Château de Boursault - Château de Vendeuvre-sur-Barse - Kasteel van Sedan - Kasteel van Montcornet - Château de Donjeux - Château de Montmort - Château du Grand Jardin à Joinville - Château d'Andlau -
Petit-Arnsberg -
Haut-Barr -
Bernstein -
Birkenfels-
Dreistein -
Fleckenstein -
Frankenbourg -
Freudeneck -
Frœnsbourg -
Petit-Geroldseck -
Grand-Geroldseck -
Girsberg -
Greifenstein -
Guirbaden -
Hagelschloss -
Herrenstein -
Kagenfels -
Château de Kintzheim -
Haut-Kœnigsbourg -
Landsberg -
Lichtenberg -
Lutzelhardt -
Nideck -
Ochsenstein -
Oedenbourg -
Ortenbourg -
Ribeaupierre -
Ringelstein -
Château des Rohan de Saverne -
Château des Rohan de Strasbourg -
Château de Salm -
Kasteel van Schœneck -
Spesbourg -
Saint-Ulrich -
Wangenbourg -
Wasenburg -
Wasigenstein -
Warthenberg -
Wineck -
Wittschlœssel - Château du Grand-Arnsberg - Bar-le-Duc - Citadelle de Bitche - Kasteel van Blâmont - Forteresse de Châtel-sur-Moselle - Château de Commercy - Kasteel van Épinal - Château du Falkenstein - Gombervaux - Kasteel van Haroué - Hattonchatel château - Château du Helfenstein - Jaulny - Kasteel van Lunéville - Luttange - Château de Malbrouck - Montmédy - Moulins-les-Metz - Château de Mousson - Château de Moyen - Pont-à-Mousson - Pierre-Percée - Château du Ramstein - Rodemack - Château de Rothenbourg - Château de Salm - Sierck-les-Bains - Château de Sonis à Mouterhouse - Thionville - Turquestein - Vaucouleurs - Château de Waldeck - Woippy

## Hauts-de-France
Departementen: Aisne (02) - Noorderdepartement (59) - Oise (60) - Pas-de-Calais (62) - Somme (80)
- Aisne: Château de Condé  - Château de Fère - Kasteel van Coucy  - Château d'Oigny-en-Valois - Château de Nesles
- Noorderdepartement: Kasteel van Ekelsbeke - Citadel van Rijsel
- Oise: Château van Chambly - Kasteel van Chantilly  - Kasteel van Compiègne - Kasteel van Ermenonville  - Kasteel van Meux  - Kasteel van Vallière - Kasteel van Pierrefonds
- Pas-de-Calais: Fort d'Ambleteuse - Kasteel van Boulogne-sur-Mer - Citadel van Calais - Fort Risban - Château de Tramecourt - Kasteel Montcavrel
- Somme: Château de Bagatelle - Château d'Autremencourt - Château du Fayel - Château de la Ferté-Milon - Kasteel van Ham - Château du Moncel - Donjon de Vez - Donjon de Vic-sur-Aisne

## Île-de-France
Departementen: Essonne (91) - Hauts-de-Seine (92) - Parijs (75) - Seine-Saint-Denis (93) - Seine-et-Marne (77) - Val-de-Marne (94) - Val-d'Oise (95) - Yvelines (78)
- Paris: Château du Louvre
- Seine-et-Marne: Château de Blandy-les-Tours  - Château de Bourron  - Château de Ferrières  - Château de Fleury-en-Bière  - Kasteel van Fontainebleau  - Kasteel van Guermantes  - Château de Nemours  - Château de Provins  - Château de Vaux-le-Vicomte  - Kasteel van Vaux-le-Vicomte
- Yvelines: Kasteel van Breteuil  - Château de Conflans-Sainte-Honorine - Donjon de Houdan  - Kasteel van Maisons-Laffitte  - Kasteel van Rambouillet  - Kasteel van Versailles  - Kasteel van Méridon  - Kasteel van Saint-Germain-en-Laye
- Essone: - Château de Chamarande  - Kasteel van Courances  - Château de Courson  - Château de Dommerville  – Château de Dourdan  - Kasteel van Étampes  - Château de Farcheville  - Château du Marais  - Château de Montlhéry  - Château de Saint-Jean-de-Beauregard  - Château du Saussay  - Château de Villeconin
- Hauts-de-Seine: Kasteel van Malmaison  - Château de Sceaux
- Val-de-Marne: Château de Conflans  - Kasteel van Bercy  - Kasteel van Vincennes
- Val-d'Oise: Château d'Écouen  - Château de La Roche-Guyon

## Normandië
Departementen: Eure (27) - Manche (50) - Calvados (14) - Orne (61) - Seine-Maritime (76)
- Calvados: Château de Beaumont-le-Richard - Caen - Château de Vendeuvre - Château Hermétique de Falaise - Kasteel van Saint-Germain-de-Livet
- Manche: Château de Bricquebec - Château de Flamanville - Château de Gratot - Château de Pirou - Château des Ravalets
- Orne: Château de Domfront
- Haute-Normandie: Kasteel van Acquigny - Kasteel van Arques-la-Bataille - Château de Beaumesnil(27) - Château de Bizy - Champ de Bataille - Kasteel van Ételan - Kasteel Gaillard  - Châteaud de Dieppe - Château de Gisors - Château d'Harcourt - Château de Vascoeuil - Château d'Ivry-la-Bataille - Lillebonne - Tour Jeanne d'Arc - Château de Robert-le-Diable

## Nouvelle-Aquitaine
Departementen: Charente (16) - Charente-Maritime (17) - Corrèze (19) - Creuse (23) - Deux-Sèvres (79) - Dordogne (24) - Gironde (33) - Haute-Vienne (87) - Landes (40) - Lot-et-Garonne (47) - Pyrénées-Atlantiques (64) - Vienne (86)
- Charente: Château de Cognac - Château de Jarnac - Château de Montbron (Charente) - Kasteel van La Rochefoucauld  - Château de Villebois-Lavalette -
- Charente-Maritime: Château d'Aulnay - Château de Beaulon - Château de Crazannes - Château du Douhet - Château de La Gataudière - Château de Montendre - Château de Montguyon - Château de Panloy - Château de Pons - Château de la Roche-Courbon -
- Corrèze: Château de Bity - Château Saint Bonnet les Tours de Merle - Château Curemonte  - Château de la Johannie - Château de Pompadour  - Château de Sédières  - Château de Turenne  - Kasteel van Ventadour  -
- Creuse: Château de Boussac  - Kasteel van Chantemille - Château de Crocq  - Château du Val de Creuse
- Deux-Sèvres: Kasteel van Cherveux - Château du Coudray Salbart -
- Dordogne: Kasteel van Beynac  - Kasteel van Biron  - Kasteel van Bourdeilles  - Kasteel van Castelnaud  - Château de Commarque  - Kasteel van Saint-Geniès  - Château de l'Herm  - Château de Losse  - Kasteel Les Milandes  - Kasteel van Monbazillac  - Kasteel van Montfort  - Château de Puymartin/Marquay
- Gironde: Kasteel van Cadillac  - Kasteel van Roquetaillade
- Haute-Vienne: Château de Bonneval - Château de Brie  - Château des Cars  - Château de Chalucet  - Château de Châlus-Chabrol - Château de Châlus Maulmont - Château de Lastours - Château de Montbrun  - Château de Nexon  - Château de Rochechouart  -
- Landes: Château de Montbron (Landes)
- Lot et Garonne: Kasteel van Bonaguil  - Kasteel van Fumel  - Château de Lagrange-Monrepos  - Château de Nérac
- Pyrénées-Atlantiques: Kasteel van Abbadie  - Château de Bidache  - Kasteel van Pau
- Vienne: Complexe castral de Chauvigny - Château de Cujalais - Château de Dissay - Château d'Épanvilliers - Kasteel van Loudun - Château de Lusignan - Donjon de Moncontour - Château de Touffou

## Occitanië (regio)
Departementen: Aude (11) - Hérault (34) - Gard (30) - Lozère (48) - Pyrénées-Orientales (66) - Lot (46) - Aveyron (12) - Tarn (81) - Haute-Garonne (31) - Ariège (09) - Hautes-Pyrénées (65) - Gers (32) - Tarn-et-Garonne (82)
- Aude: Stad Carcassonne - Kasteel van Quéribus - Kasteel van Peyrepertuse - Kasteel van Puilaurens - Kasteel van Puivert - Châteaux de Lastours - Château d'Aguilar - Château d'Arques
- Aveyron: Château de Calmont d'Olt  - Château de Najac
- Gard: Château de Portes - Aigues-Mortes - Saimt-Laurent-le-Minier - Château Uzès
- Gers: Château de Simorre
- Haute-Garonne: Château de Laréole
- Hérault: Kasteel van Assas - de Cardonnet à Aumelas - Château de Castries - Citadelle de Montpellier - Kasteel van Flaugergues - Château de la Mogère - Château de la Mosson - Redoute de Palavas-les-Flots
- Lot: Château d'Assier  - Château de Larroque-Toirac
- Lozère: Château de Prunières
- Pyrénées-Orientales: Château de Castelnou - Fort van Salses - Château royal de Collioure - Paleis van de koningen van Majorca

## Pays de la Loire
Departementen: Loire-Atlantique (44) - Maine-et-Loire (49) - Mayenne (53) - Sarthe (72) - Vendée (85)
- Loire-Atlantique: Kasteel van de hertogen van Bretagne - Château de Châteaubriant - Château de Château-Thébaud - Kasteel van Clermont - Kasteel van Clisson - Château de Goulaine - Kasteel van Ranrouët - Château de la Pinelais - Château de Villeneuve
- Maine-et-Loire: Kasteel van Angers  - Château de Brézé - Château de Brissac  - Château de Montreuil Bellay - Kasteel van Montsoreau  - Château de Martigné Briand - Château du Plessis-Bourré - Château du Plessis-Macé - Kasteel van Saumur  - Château de Serrant - Château de Villeneuve - Château de Villeneuve
- Mayenne: Château du Bas du Gast - Château de Bois-Thibault - Château Les Courans - Château de Craon - Lassay-les-Châteaux - Le Chateau du Grand Coudray - Château de Montjean - Château de Sainte-Suzanne - Château de Thévalle - Château de la Villatte - Kasteel van Bourgon
- Sarthe: Château d'Ardenay - Château de Bezonnais - Château de Brusson - Château de La Barre - Kasteel van Courtanvaux  - Château de La Grange - Château du Grand-Lucé - Château de Launay - Château Lude  - Château de La Maurier - Château de Monhoudou - Château d'Oyré - Château de Ponce sur Loire  -Château de St Paterne - Château Saintonge - Château de Vaulogé - Château de la Volonière
- Vendée: Château du Breuil - Château de La Flocellière - Château des Essarts - Château de Gilles de Rais - Château de la Guignardière - Manoir de Ponsay - Château de Pouzauges - Château de Saint-Sornin - Château de Talmont - Château de Terre Neuve - Kasteel van Tiffauges - Château de la Vérie

## Provence-Alpes-Côte d'Azur
Departementen: Hautes-Alpes (05) - Alpes-de-Haute-Provence (04) - Alpes-Maritimes (06) - Var (83) - Bouches-du-Rhône (13) - Vaucluse(84)
Kasteel van Le Barroux - Kasteel Grimaldi - Kasteel van Carros - Château de Villeneuve-Loubet - Paleis Lascaris - Château d'Aiguines - Citadelle de Sisteron - Château de Tarascon

## Fortificaties
- Kasteel van Bonaguil
- Kasteel van Coucy
- Kasteel van Culan
- Kasteel van Foix
- Kasteel Gaillard
- Kasteel van Gisors
- Haut-Kœnigsbourg
- Kasteel van Loches
- Kasteel van Montfort (Dordogne)
- Kasteel van Montségur
- Kasteel van Peyrepertuse
- Kasteel van Puilaurens
- Kasteel van Quéribus
- Kasteel van la Roche-Jagu
- Kasteel van Tiffauges

Albanië · Armenië · België · Bosnië-Herzegovina · Bulgarije · Cyprus · Denemarken · Duitsland · Engeland · Estland · Finland · Frankrijk · Griekenland · Hongarije · Ierland · Italië · Kroatië · Letland · Litouwen · Luxemburg · Nederland · Noorwegen · Oostenrijk · Polen · Portugal · Roemenië · Schotland · Servië · Slovenië · Slowakije · Spanje · Tsjechië · Wales · Zweden · Zwitserland